# BMP-3
De BMP-3 is een infanteriegevechtsvoertuig dat gemaakt werd in de Sovjet-Unie. De afkorting BMP staat voor boevaya mashina pehoty ("infanteriegevechtsvoertuig"). Het is een met rupsbanden uitgevoerd gepantserd amfibievoertuig, ontworpen om vanuit stilstand, rijdend of varend gepantserde grond- en luchtdoelen te vernietigen.
De BMP-3 ging in productie in de late jaren 80. Ongeveer 120 voertuigen zijn in dienst bij het Russische leger en meer dan 900 zijn uitgevoerd naar andere landen, waaronder de Verenigde Arabische Emiraten (600 voertuigen), Cyprus (40), Indonesië (30), Koeweit (110) en Zuid-Korea (70).
Kurganmashzavod ("Koergan machinefabriek") in Koergan maakt het chassis en KBP in Toela maakt de geschuttoren.

## Productiegeschiedenis
Het ontwerp van de BMP-3 of Obyekt 688m is terug te voeren op Obyekt 685, een prototype van een lichte tank uit 1975. Dit voertuig is nooit in productie gebracht, maar het chassis werd met een nieuwe motor gebruikt voor de volgende generatie infanteriegevechtsvoertuig, Obyekt 688. De wapenconfiguratie van Obyekt 688, een extern gemonteerd 30 mm-kanon en twee Konkurs anti-tankraketwerpers, werd afgewezen. In plaats daarvan werd het nieuwe 2K23-wapensysteem gekozen. De resulterende BMP-3 werd ontwikkeld in de vroege jaren 80 en werd officieel in dienst genomen bij het Sovjetleger in 1987. Hij werd voor het eerste in het openbaar getoond tijdens de 1 mei-parade van 1990.
De BMP-3 is ontworpen en werd geproduceerd door Kurganmashzavod, sommige varianten zijn echter gebouwd door de Rubtsovsk Machinebouw Plant (RMZ), bijvoorbeeld de BRM-3K.

## Versies van de BMP-3
In 2007 heeft het Russische leger bij Kurganmashzavod een aantal nieuwe BMP-3-voertuigen besteld. Een commandoversie, met extra communicatie- en navigatieapparatuur is beschikbaar. Een versie voor langdurige amfibie-operaties is de BMP-3F. Aanpassingen in de bouw moeten varen in zeegang 3 toelaten en nauwkeurig schieten in zeegang 2. De BMP-3F kan een amfibie-operatie op zee zeven uur volhouden. Een verkenningsversie, de BRM-3K, is ook in gebruik bij het Russische leger.

## Wapens en optica
De BMP-3 is een van de zwaarst bewapende infanteriegevechtsvoertuigen in dienst, uitgerust met:
- een 2A70 100mm-lagesnelheidskanon met getrokken loop, dat conventionele granaten of 9M117 anti-tankraketten kan afvuren. 40 100mm-granaten en 8 anti-tankraketten zijn aan boord. Het kanon kan eleveren van −5° tot +60°. Met de 9K116-3 "Basnya" anti-tankraketwerper kan de BMP-3 doelen raken tot op 6000 meter. Als de raketwerper wordt vernietigd, faalt het raketgeleidingssysteem en kan de raket zijn doel missen. Met conventionele munitie heeft het kanon een bereik van 4000 meter.
- een 2A72 30 mm dubbelgevoed automatisch kanon met 500 patronen en een vuursnelheid van 350 tot 400 kogels per minuut.
- een 7,62 mm PKT machinegeweer met 2000 patronen.
- twee 7,62 mm PKT boogmachinegeweren, elk met 2000 patronen.

Alle wapens zijn coaxiaal in de koepel gemonteerd.

## Gebruikers
De meeste BMP-3s zijn in gebruik buiten Rusland, met de Verenigde Arabische Emiraten als de grootste buitenlandse gebruiker:

Een rij van UAE BMP-3 gepantserde voertuigen tijdens een parade.

- Azerbeidzjan - 4[1] overgenomen van de USSR.
- Cyprus - 43 geleverd in 1995-1996.[1]
- Griekenland - 415 BMP-3M voertuigen besteld in 2008. De bestelling werd in de wacht gezet.[2]
- Indonesië - 17 BMP-3F voertuigen geleverd op 26 november 2010,[3] op 11 mei 2012 zijn er nog eens 37 BMP-3F gekocht.[4]
- Koeweit - 118 ontvangen in 1995-1996.[1]
- Rusland - 693[5]
- Zuid-Korea - 33 ontvangen in 1996-1997[1] om Russische schuld af te betalen en nog eens 37 in 2005.[6]
- Oekraïne - 4[7]
- Verenigde Arabische Emiraten - 250 voor Abu Dhabi en 402 voor Dubai[6] (391 geleverd van 1992 tot 1997[1]) Met "Namut" infraroodkijkers en andere modificaties. Misschien verdere modificaties met modulair pantser "Kaktus" en een UTD-32-motor.
- Turkmenistan - 4[8]
- Venezuela - 130 besteld, eerste geleverd in 2011,[6] afgerond in 2012.[9] 250-400 gepland.

### Vroegere gebruikers
- Sovjet-Unie - verkocht aan andere gebruikers en overgedragen aan opvolgende staten.

### Potentiële gebruikers
- India - Rusland biedt het leger van India de overdracht van de BMP-3 aan, als het Future Infantry Combat Vehicle (FICV) programma geannuleerd wordt.[10]